# Никулин, Константин Николаевич (полковник)
Константи́н Никола́евич Нику́лин (22 мая 1901, д. Софроновка, Вологодская губерния, Российская империя — 9 августа 1943, д. Мертишево, Смоленская область, РСФСР, СССР) — советский военный деятель, полковник (15.04.1940), командир 154-й стрелковой дивизии РККА. Погиб в бою.

## Биография
Родился 22 мая 1901 года в деревне Софроновка Яренского уезда Вологодской губернии (ныне д. Сафроновка, Сафроновское сельское поселение, Ленский район, Архангельская область, Россия). Русский. До службы в армии с февраля 1918 года по март 1919 года работал писарем в Яренском уездном военкомате (в комиссии по борьбе с бандитизмом).

### Гражданская война
3 марта 1919 года добровольно вступил в РККА и зачислен красноармейцем в караульную роту в городе Вологда. С июня служил рядовым бойцом в отряде военморов Северодвинской флотилии. В его составе воевал на Северном фронте под Двинском, а также против белогвардейских войск Временного правительства Северной области генерал-лейтенанта Е. К. Миллера на шенкурском направлении. С 15 октября 1919 года состоял в отдельном отряде петроградских рабочих (Невского района). С этим отрядом сражался с войсками генерала Н. Н. Юденича на таицком направлении. С декабря 1919 года по апрель 1920 года находился в отпуске по болезни, затем был направлен на губернские внешкольные курсы, а оттуда в июне 1920 года — в школу политработников при Упраформе Южного фронта в городе Харьков. В сентябре назначен политруком роты в 1-й Украинский запасный полк. В октябре из состава полка был сформирован лёгкий полк по охране тяжёлой артиллерии Южного фронта, а Никулин был назначен в нём председателем культпросвета. В марте 1921 года полк был переведён на охрану Донбасса (г. Юзовка, Сулин), затем в войска ВЧК. Здесь он занимал должности военкома 15-го отдельного батальона войск ВЧК (в городах Луганск и Славянск) и инструктора-агитатора Политсекретариата войск ВЧК Украинской группы. Член ВКП(б) с 1920 года. В июне — сентябре 1921 года комиссаром отряда в составе 79-го отдельного батальона войск ВЧК принимал участие в боях против банд Каменюка под Луганском.

### Межвоенные годы
В сентябре 1921 года был командирован на командные курсы в городе Александровск, после окончания с июля 1922 года продолжил обучение курсантом-командиром в 6-й Харьковской пехотной военной школе. В сентябре 1924 года окончил последнюю и был назначен командиром взвода в 46-й стрелковый полк 16-й стрелковой дивизии им. В. И. Киквидзе в городе Новгород. В 1925 года окончил курсы единоначальников при Военно-политической школе им. Ф. Энгельса, после возвращения в полк командовал ротой и батальоном. В марте 1930 года зачислен слушателем основного факультета Военной академии РККА им. М. В. Фрунзе, затем со 2-го курса переведен на сформированное в академии авиационное отделение. После окончания учебы в мае 1933 года после окончания академии получил звание военного лётчика-наблюдателя и назначен начальником штаба 122-й тяжёлой бомбардировочной авиационной эскадрильи 105-й авиабригады ВВС Краснознамённого Балтийского флота. С ноября 1936 года исполнял должность начальника штаба 27-й отдельной минно-торпедной авиационной эскадрильи ВВС Краснознамённого Балтийского флота. В июле 1938 года за авиакатастрофу в эскадрилье майор Никулин был осужден ревтрибуналом Краснознамённого Балтийского флота по ст. 193-17, п. «а» УК РСФСР на 3 года ИТЛ без поражения в правах. Однако наказание не отбывал — амнистирован по указу Верховного Совета СССР в честь 20-летия РККА. Затем он был назначен на преподавательскую работу в Военно-морскую академию им. К. Е. Ворошилова в Ленинграде, где исполнял должность преподавателя тактики ВВС и ассистента кафедры ВВС и ПВО.

### Великая Отечественная война
С началом войны полковник Никулин продолжал служить в Военно-морской академии. В декабре 1941 года назначен командиром 82-й стрелковой бригады морской пехоты резерва Ставки ВГК (дислоцировалась в АрхВО). С 21 июля 1942 года она входила в состав Северного флота. Директивой заместителя наркома обороны СССР от 9 февраля 1943 года она была переименована в 82-ю морскую стрелковую бригаду в составе УрВО. В начале мая бригада была выведена в резерв Ставки ВГК и подчинена 68-й армии. В середине мая на станции Манчалово (14 км западнее г. Ржев) на базе этой 82-й морской и 130-й отдельной стрелковых бригад была сформирована 154-я стрелковая дивизия, а полковник Никулин утверждён ее командиром. До 12 июля 1943 года дивизия в составе той же 68-й армии находилась в резерве Ставки ВГК, затем выступила маршем и к 24 июля сосредоточилась в районе юго-восточнее города Дорогобуж (нас. пункты Кряково, Марково, Афонино). С 4 августа 1943 года она вошла в подчинение 5-й армии Западного фронта и участвовала в Смоленской наступательной операции. В ходе тяжёлых наступательных боев в районе Памятка, Курвость на смоленском направлении 9 августа 1943 года полковник Никулин погиб в районе деревни Мертишево (ныне Дорогобужский район, Смоленская область).
Похоронен (перезахоронен) в городе Вязьма на Екатерининском кладбище в Мемориальном комплексе братской могилы советских воинов, павших в боях с фашистскими захватчиками (1941—1943).

## Награды
- Медаль «XX лет Рабоче-Крестьянской Красной Армии» (1938)